# Étienne Fouilloux
Pour les articles homonymes, voir Fouilloux.
Étienne Fouilloux, né en 1941, est un historien français, professeur d'histoire contemporaine et spécialiste d'histoire du catholicisme français.

## Biographie
Étienne Fouilloux est élève de l'École normale supérieure de Saint-Cloud (1961-1966) et agrégé d’histoire (1965). Il est assistant puis maître-assistant à l'université Paris X-Nanterre (1969-1981), puis après la soutenance de sa thèse de doctorat d'État intitulée 	
Catholicisme et œcuménisme en Europe francophone au XXe siècle, dirigée par René Rémond en 1980 à Nanterre, il est nommé professeur d’histoire contemporaine à l’université de Caen (1981-1990), puis à l’université Lumière-Lyon-II (1990- 2001), où il a dirigé le Centre d'histoire religieuse André Latreille.
Il publie sa thèse en 1982 sous l'intitulé Les catholiques et l'unité chrétienne du XIXe au XXe siècle, itinéraires européens d'expression française. Ses recherches sont centrées sur l'histoire intellectuelle et spirituelle du christianisme essentiellement catholique, mais également orthodoxe et protestant, à l'époque contemporaine. Il a particulièrement étudié l'histoire de l'œcuménisme et l'histoire du concile Vatican II. Il est l'auteur de plusieurs biographies d'ecclésiastiques français du XXe siècle.

## Publications

### Comme auteur
- Les Catholiques et l'unité chrétienne du XIXe au XXe siècle, Itinéraires européens d’expression française, Paris, Le Centurion, 1982,
- Au cœur du XXe siècle religieux, Paris, Éditions de l’atelier, 1993,
- La Collection « Sources chrétiennes ». Éditer les Pères de l’Église au XXe siècle, Paris, Cerf, 1995 (deuxième édition, 2011).
- Les Chrétiens français entre crise et Libération,1937-1947, Paris, Éditions du Seuil, 1997.
- Une Église en quête de liberté : la pensée catholique française entre modernisme et Vatican II, Paris, Desclée de Brouwer, 1998, rééd. 2006.
- François Varillon : Essai biographique, Paris, Desclée de Brouwer, 2007
- Les Chrétiens français entre guerre d'Algérie et mai 1968, Paris, Parole et Silence, 2008.
- Eugène, cardinal Tisserant, 1884-1972 : une biographie, Paris, Desclée de Brouwer, 2011 (prix Eugène-Colas de l'Académie française).
- Christianisme et Eschatologie. Dieu vivant 1945-1955, Paris, CLD éditions, 2015.
- Religion, culture et histoire. Lignes de vie et de recherche (avec Michel Fourcade), Paris, CLD éditions, 2015.
- Les éditions dominicaines du Cerf, 1918-1965 (avec la collaboration de Tangi Cavalin et de Nathalie Viet-Depaule), Rennes, Presses universitaires de Rennes, 2018.
- Yves Congar, 1904-1995. Une vie, Paris, Salvator, 2020 (prix Pierre-Antoine Bernheim de l'académie des Inscriptions et Belles-Lettres).
- Le Saulchoir on Trial (1932-1943) ; Le Saulchoir en procès (1932-1943), Brompton (Australia), ATF Press, 2022.
- Marie-Dominique Chenu,1895-1990. Une vie, Paris, Salvator, 2022.

### Comme éditeur
- Histoire du concile Vatican II (1959-1965), cinq volumes, Paris, Cerf, 1997, 1998, 2000, 2003, 2005.
- Yves Congar, Journal d’un théologien, 1946-1956, Paris, Cerf, 2000.
- Angelo Giuseppe Roncalli (introduction et annotation par Étienne Fouilloux), Journal de France : 1945-1948, vol. I, Paris, Éditions du Cerf, coll. « L'Histoire à vif », 2006, 656 p. (ISBN 978-2-204-08019-4)
- Angelo Giuseppe Roncalli (introduction et annotation par Étienne Fouilloux), Journal de France : 1949-1953, vol. II, Paris, Éditions du Cerf, coll. « L'Histoire à vif », 2008, 832 p. (ISBN 978-2-204-08612-7)

## Distinctions
- Docteur honoris causa de l’université catholique de Louvain.